# سیارک ۸۴۷۰
سیارک ۸۴۷۰ (به انگلیسی: 8470 Dudinskaya، نامگذاری:1982SA4) هشت هزار و چهارصد و هفتادمین سیارک کشف شده‌است که در ۱۷ سپتامبر ۱۹۸۲ کشف شد.
قدر مطلق سیارک برابر ۱۳٫۸۰ است.